# 費爾南德馬戲團的拉拉小姐
《費爾南德馬戲團的拉拉小姐》（Miss La La at the Cirque Fernando）是法国画家埃德加·德加创作于1879年的一幅油画。为德加的代表作之一。现藏于伦敦的英国国家美术馆。